# Колядки (альбом Тіни Кароль)
«Колядки» — різдвяний україномовний студійний альбом колядок та щедрувань української співачки Тіни Кароль, випущений 14 січня 2016 року. Платівка є шостою в дискографії співачки.

## Опис
Тіна Кароль представила свій новий музичний альбом «Колядки» за мотивами музичного фільму «Різдвяна історія з Тіною Кароль», прем'єра якого відбулася на Святвечір на телеканалі 1+1. До альбому увійшли всі композиції, які Кароль виконала у фільмі та на своєму концерті.
За допомогою автентичних колядок та щедрівок Кароль підняла ту сторінку української музики, яка є незаслужено забутою, але залишається гордістю країни. Завдяки авторським обробкам колядки зазвучали по-новому, при цьому зберігши свою автентичність. Таким чином, за задумом співачки, колядки та українські традиції на Різдво вдасться зробити популярнішими серед молоді.
Нова платівка співачки стала доступною для прослуховування на її офіційному сайті. Бонус-треком альбому стала прем'єра нової пісні українською мовою «Віра, надія, любов».

## Список композицій
| #     | Назва                                    | Тривалість |
| ----- | ---------------------------------------- | ---------- |
| 1.    | «Щедрик, щедрик, щедрівочка»             | 3:57       |
| 2.    | «Добрий вечір тобі, пане господарю»      | 3:08       |
| 3.    | «Небо і Земля нині торжествують»         | 3:54       |
| 4.    | «Ой, хто, хто Миколая любить»            | 4:14       |
| 5.    | «Нова радість стала»                     | 4:07       |
| 6.    | «Тиха ніч»                               | 4:22       |
| 7.    | «О Вифлеємі нині новина»                 | 4:03       |
| 8.    | «Ой, сивая тая зозуленька»               | 4:04       |
| 9.    | «Роди, Боже»                             | 3:12       |
| 10.   | «Україна — це ти (feat. The Voice Kids)» | 3:24       |
| 11.   | «Віра, надія, любов (Bonus track)»       | 3:53       |
| 41:04 |                                          |            |